# 2. ŽNL Dubrovačko-neretvanska 2016./17.
2. ŽNL Dubrovačko-neretvanska u sezoni 2016./17. predstavlja 2. rang županijske lige u Dubrovačko-neretvanskoj županiji, te ligu petog ranga hrvatskog nogometnog prvenstva. Ligu je osvojio Faraon iz Trpnja.

## Sustav natjecanja
Sudjelovala su četiri kluba koji su igrali trokružnu ligu (9 kola)

## Sudionici
- Enkel – Popovići, Konavle
- Faraon – Trpanj
- Putniković – Putniković, Ston
- SOŠK 1919 – Ston

## Ljestvica
| Poz. | Momčad         | U | P | N | I | G+ | G– | G+/– | Bod. |
| ---- | -------------- | - | - | - | - | -- | -- | ---- | ---- |
| 1.   | Faraon (P)     | 9 | 5 | 3 | 1 | 24 | 14 | +10  | 18   |
| 2.   | SOŠK 1919 Ston | 9 | 5 | 1 | 3 | 18 | 11 | +7   | 16   |
| 3.   | Putniković     | 9 | 4 | 1 | 4 | 15 | 15 | 0    | 13   |
| 4.   | Enkel          | 9 | 1 | 1 | 7 | 10 | 27 | −17  | 4    |

## Rezultati
| 1. kolo             | 1. kolo |
| ------------------- | ------- |
| Faraon – Putniković | 2:2     |
| SOŠK 1919 – Enkel   | 3:0     |
| [ 1 ] [ 2 ]         |         |

| 2. kolo            | 2. kolo |
| ------------------ | ------- |
| Putniković – Enkel | 4:1     |
| Faraon – SOŠK 1919 | 2:2     |
| [ 3 ]              |         |

| 3. kolo                | 3. kolo |
| ---------------------- | ------- |
| Enkel – Faraon         | 1:2     |
| SOŠK 1919 – Putniković | 1:0     |
| [ 4 ] [ 5 ]            |         |

| 4. kolo             | 4. kolo |
| ------------------- | ------- |
| Enkel – SOŠK 1919   | 1:4     |
| Putniković – Faraon | 3:2     |
| [ 6 ]               |         |

| 5. kolo            | 5. kolo |
| ------------------ | ------- |
| Putniković – Enkel | 3:0     |
| Faraon – SOŠK 1919 | 2:0     |
| [ 7 ]              |         |

| 6. kolo                | 6. kolo |
| ---------------------- | ------- |
| Enkel – Faraon         | 4:4     |
| SOŠK 1919 – Putniković | 3:0     |
| [ 8 ]                  |         |

| 7. kolo             | 7. kolo  |
| ------------------- | -------- |
| SOŠK 1919 – Enkel   | 3:0 p.f. |
| Faraon – Putniković | 3:0      |
| [ 9 ] [ 10 ]        |          |

| 8. kolo            | 8. kolo |
| ------------------ | ------- |
| Enkel – Putniković | 3:0     |
| SOŠK 1919 – Faraon | 2:3     |
| [ 11 ]             |         |

| 9. kolo                | 9. kolo  |
| ---------------------- | -------- |
| Faraon – Enkel         | 4:0      |
| Putniković – SOŠK 1919 | 3:0 p.f. |
| [ 10 ]                 |          |

## Najbolji strijelci
- 5 golova
  - Nikola Jeić (Putniković)

## Poveznice
- Županijski nogometni savez Dubrovačko-neretvanske županije
- 1. ŽNL Dubrovačko-neretvanska 2016./17.
- Kup Županijskog nogometnog saveza Dubrovačko-neretvanske županije 2016./17.